# Олтарна пала из Требоња
Олтарна пала из Требоња, позната и као Витингауова (немачки) олтарна пала, једно је од најважнијих дела европског готичког панелног сликарства.  Од оригиналне велике олтарне слике коју је око 1380. године направио анонимни готички сликар по имену Мајстор олтарне пале из Требоња, сачувана су три крила, обојена са обе стране. Олтарна пала је једно од дела које је помогло настанку интернационалног готичког стила (названог лепим стилом у бохемијским земљама) и које је утицало на развој уметности у европском контексту.  
Направљена је за августинску цркву Светог Егидија у Требоњу, а сада је део сталне збирке средњовековне уметности Националне галерије у Прагу.

## Олтарна пала

### Реконструкција
Три сачувана крила вероватно су чинила део велике олтарне слике са Распећем као централним делом. На недостајућем четвртом крилу највероватније се налазила сцена после Васкрсења Христовог, на пример Noli me tangere (олтарна слика посвећена Марији Магдалени).  Један број истраживача се фокусирао на реконструкцију распореда панела; предложене су варијације са централном сликом Распећа, сличне мањим делима мајстора Требоњске олтарске радионице и следбеника (Распеће из цркве Свете Барбаре, Распеће из Вишег Брода ), са скулптуралним украсом или варијацијом са две слике сличне каснијој Рајхрадској олтарној пали (Распеће и Христ који носи крст) и олтарној пали Грауденц.  Задња страна крила са сликама мушких и женских светитеља, видљивих при затварању олтара, највероватније је повезана са освећењем цркве и њених капела, као и са свецима заштитницима реда и светим моштима које се чувају у цркви.

### Материјал и техника
Квалитет слике олтарне слике Требоња је без премца и представља технолошки врхунац европског сликарства касног 14. века.  Материјал, техника сликања и величина панела (висина 132 cm, ширина 92 cm) исти су на свим сачуваним плочама. Панели су састављени од дасака смрче спојених клиновима и обострано обложених платном. Подлога је формиранна од основног слоја силикатне глине крупнијег зрна и другог слоја фине креде. Припремни цртеж је изведен четком са гвожђевим-црвеним пигментом; урезане линије означавају само архитектонске елементе. Позлата је изведена без полимента, коришћењем уљног везивног средства. Све позлаћене површине имају исту врсту перфориране декорације.  За разлику од ранијег сликања на панелима, сликар је користио оловно бело подсликавање само на одређеним местима, уместо тога моделирао је портрете и драперију постепеним стварањем прозирних слојева јајчане темпере. За везивање пигмената коришћено је ланено уље. 

### Предња страна
Композицијом доминира упечатљива дијагонала која одваја централну Христову фигуру од две пратеће сцене: уснулих апостола у првом плану и Јуде који доводи војнике у позадини. Христос који се моли има капи крвавог зноја (Јеванђеље по Луки) и анђео му даје Чашу горчине. Размер Христовог тела издваја се из ликовног простора и не подлеже истом поретку као остали. Одевен је у браонкасту хаљину покајника, а моделовање у светлу и светлосној слици потискује њену физичку супстанцу. Приказан у хијератској перспективи са централном фигуром Христа, пејзаж је само пратећи део композиције. Међутим, у поређењу са раније поједностављено приказаним кристалним стенама (циклус Виши Брод (Хохенфурт)), овај пејзаж се приближава стварности. Велика пажња посвећена је моделирању терена и малим детаљима.
Христа, који је приказан као готово нематеријална фигура умотана у провидну тканину, полажу у гроб Јосиф из Ариматеје и Никодим. Богородица, коју подржава свети Јован, има изглед младе жене. Њена капа попрскана крвљу подсећа на Христову муку на крсту. Жена која стоји са леве стране је Марија Магдалена, а иза ње Марија Клеофина (Јеванђеље по Матеју и Луки), мајка светог Јакова Млађег, окренута ка Светом Јовану. Све фигуре појединачно доживљавају тугу. Ова концепција кореспондира са периодом касног 14. века и августинским покретом Devotio Moderna који је подстицао вернике да траже личну побожност. 
Христос у својој слави као Искупитељ и левитирајуће божанске манифестације ослобођен је сваке телесне и земаљске тежине.  Он је непокретан и постоји ван земаљског времена, међутим сенка коју баца иза себе подсећа на његово људско порекло. Васкршње чудо Васкрсења симболизују и непрекинути печати на саркофагу. Христос је живо представљен верницима судећи по задивљеним изразима лица пробуђених стражара.
Иконографска шема Васкрсења са затвореним и запечаћеним гробом има књижевно порекло. Постала је важна и утицајна посебно кроз тумачење Светог Августина.  Ово специфично тумачење може бити и референца на једну од ускршњих проповеди Конрада Валдхаузера. У овој композицији дијагонала је потиснута да би се ставио већи акценат на вертикалну фигуру Христа. Блиставе боје са доминантном црвеном одором и светлост којом Христос зрачи у контрасту је са сивом позадином пејзажа у коме се налазе земаљске фигуре. Црвена има симболично значење као боја Евхаристије, као и као боја победе на Христовом барјаку.

### Задња страна
Првобитни распоред је по свој прилици поштовао небеску јерархију: апостоле, мушке и женске светитеље (исповеднике). На недостајућем четвртом крилу могли су се налазити ликови светаца мученика (као што су Свети Стефан, Св. Калист и Свети Лаврентије).  Лица светаца имају индивидуалан изглед, а приказано је и њихово психичко стање „узвишене продуховљености“.  По свом портретном карактеру и времену настанка, ова лица имају много заједничког са бистама Петра Парлера у трифоријуму катедрале Светог Вида. Стилизација драперије је пластична. Шема боја је симболичнијег карактера и нема великих контраста. Тако антиципира интернационални готички стил, који је синтеза прецизног посматрања и слободне маште, индивидуалне карактеризације и универзалног идеализованог типа. 
Под архитектонским балдахином са украшеним рељефом приказане су жене свеци. Саме фигуре нису чврсто причвршћене за земљу и њихове хаљине не прате њихове фигуре; уместо тога, они су лабава игра набора. Ликови представљају периодни идеал женске лепоте и физиономски су диференцирани. Почасно место у центру заузима Марија Магдалена, којој је посвећена олтарска пала. Свети Егидије је био светац коме је посвећена црква у Требоњу; Свети Августин и Свети Јероним (преводилац Библије) су поштовани као Црквени оци и свеци заштитници Августинских канона. 

### Сликарски стил
Мајстор олтарне слике из Требоња следи ранију слику мајстора Теодорика из 1360-их и 1370-их година. Такође следи зидне слике замка Карлштејн, посебно из серије Апокалипса у капели Девице Марије. Могуће је да је анонимни Мајстор олтарне слике из Требоња у почетку био активан у радионици мајстора Теодорика, где је такође учио о француско-фламанској уметности. Боја, која је преовладавала над цртежом, постала је његово главно изражајно средство. Постепеним наношењем провидних слојева постигао је продубљивање тона боје.

### Историја олтарске слике
Највероватније је Јан од Јенштејна, трећи прашки архиепископ, препоручио сликара Августинцима у Роудњицама (Роудњичка Мадона) који су основали манастир у Требоњу. Сачуван је писани запис о освећењу олтарне слике 1378. године ((A.D. MCCCLXXVIII consecratum est hoc altare...). Олтарна слика је демонтирана 1730. године; на месту где је стајала откривене су реликвије везане за освећење цркве Светог Егидија. Појединачне плоче су распршене по мањим црквама у околини.
Прве две табле (Маслинска гора, Васкрсење) потичу из цркве у Светој Мајдалени код Требоња, где их је открио Ј.А. Бек (1843); спасао их је Јан Еразим Воцел (1858). Године 1872. откупили су их гроф А. Кауниц и ЈУДр. К. Шефнер за Галерију слика Друштва пријатеља уметности родољуба. Трећи панел из капеле у Домањину, где је 1895. служио као олтарна слика, набављен је за државну збирку 1921. године.

## Сродни радови
- Мадона између Светог Вартоломеја и Свете Маргарете, Јужночешка галерија Алеш у Хлубокој над Влтавом
- Устоличена Мадона из Храдец Кралове, Национална галерија у Прагу
- Богородица, Епитаф Јана Јеренског, Национална галерија у Прагу
- Свети Вартоломеј, Свети Тома, Епитаф Јана Јеренског, Национална галерија у Прагу